# Wendy Hogg
Wendy Elizabeth Hogg, bis 1976 Wendy Elizabeth Cook, (* 15. September 1956 in Vancouver, British Columbia) ist eine ehemalige kanadische Schwimmerin. Sie gewann je eine Bronzemedaille bei Olympischen Spielen und Weltmeisterschaften sowie drei Goldmedaillen bei den Commonwealth Games.

## Karriere
Wendy Cook stellte bereits im Alter von zehn Jahren Altersklassenrekorde auf. Ihr erster Auftritt in der Nationalmannschaft waren fünf Starts bei den Olympischen Spielen in München. Zum Auftakt erreichte sie als einzige Kanadierin das Halbfinale über 100 Meter Freistil und schied dann als 15. aus. Die kanadische 4-mal-100-Meter-Freistilstaffel mit Wendy Cook, Judy Wright, Mary Beth Rondeau und Leslie Cliff schwamm auf den siebten Platz. Über 100 Meter Rücken schwamm Cook als einzige Kanadierin im Finale und hatte als Fünfte in 1:06,70 Sekunden weniger als eine Sekunde Rückstand auf die Olympiasiegerin. Die kanadische 4-mal-100-Meter-Lagenstaffel mit Wendy Cook, Sylvia Dockerill, Marilyn Corson und Leslie Cliff belegte den siebten Platz. Schließlich schied Cook über 200 Meter Rücken als Elfte der Vorläufe aus, mit Donna Gurr und Leslie Cliff erreichten zwei Kanadierinnen das Finale.
1973 fanden in Belgrad die ersten Weltmeisterschaften statt. Wendy Cook trat in fünf Disziplinen an. Über 100 Meter Freistil verpasste sie den Finaleinzug. Sie wurde Sechste über 200 Meter Rücken, belegte mit der Lagenstaffel den fünften Platz und mit der Freistilstaffel den vierten Rang. Über 100 Meter Rücken siegte Ulrike Richter aus der DDR vor Melissa Belote aus den Vereinigten Staaten. Mit 0,16 Sekunden Rückstand auf Belote gewann Wendy Cook in 1:06,27 Minuten die Bronzemedaille. Anfang 1974 bei den British Commonwealth Games 1974 in Christchurch gewann Wendy Cook sowohl über 100 Meter Rücken als auch über 200 Meter Rücken. Über 200 Meter Lagen belegte sie den vierten Platz. Die kanadische Lagenstaffel mit Wendy Cook, Marian Stuart, Patti Stenhouse und Gail Amundrud siegte vor den Australierinnen und den Schottinnen. In diesem Staffelrennen stellte sie in 1:04,78 Minuten einen Weltrekord über 100 Meter Rücken auf. 1975 bei den Weltmeisterschaften in Cali erreichte Wendy Cook den vierten Platz über 100 Meter Rücken und den achten Platz über 200 Meter Rücken. Die kanadische Lagenstaffel wurde Siebte.
Nach ihrer Heirat trat sie 1976 als Wendy Hogg an. Bei den Olympischen Spielen 1976 in Montreal gewann die 4-mal-100-Meter-Lagenstaffel mit Wendy Hogg, Robin Corsiglia, Susan Sloan und Anne Jardin die Bronzemedaille hinter den Staffeln aus der DDR und aus den Vereinigten Staaten. Im Vorlauf war Debbie Clarke für Anne Jardin am Start gewesen. Über 100 Meter Rücken erreichten drei Kanadierinnen das Finale. Es siegten mit Ulrike Richter und Birgit Treiber zwei Schwimmerinnen aus der DDR. Dahinter schlug Nancy Garapick knapp vor Wendy Hogg an, die 1:03,93 Minuten benötigte. Fünfte wurde mit Cheryl Gibson die dritte Kanadierin. Auch über 200 Meter Rücken gewann Richter vor Treiber und Garapick. Wendy Hogg wurde mit über zwei Sekunden Rückstand auf Garapick Achte.
Wendy Hogg schwamm für die Pacific Dolphins aus Vancouver und war vielfache kanadische Meisterin. Sie graduierte als Sportlehrerin an der University of Alberta und schloss ein Lehramtsstudium an der University of British Columbia an. Sie wurde später Leiterin einer Grundschule in British Columbia.